# Regina Vollbrecht
Regina Vollbrecht (* 28. Dezember 1976 in Mönchhagen) ist eine deutsche Langstreckenläuferin und Goalball-Spielerin sowie aktuelle Weltrekordhalterin im Blinden-Marathon der Frauen. Sie ist Botschafterin für die Christoffel-Blindenmission (CBM).

## Leben
Regina Vollbrecht ist seit ihrer Geburt am 28. Dezember 1976 in Mönchhagen nordöstlich von Rostock aufgrund einer Frühgeborenenretinopathie vollblind. (Bei dieser höchsten Stufe der Sehschädigung ist das Sehvermögen völlig erloschen. Es ist keine visuelle Wahrnehmung mehr möglich. Für die Erziehung und die Ausübung sportlicher Aktivitäten hat eine solche Erblindung weitreichende Folgen. Auf die individuelle Ausprägung der Sehschädigung ist im Laufe der Erziehung einzugehen.)

### Schulzeit und Ausbildung
Regina Vollbrecht wuchs in der DDR auf, wo es ein stark differenziertes Sonderschulsystem gab. Vollbrecht besuchte zuerst die Polytechnische Oberschule für Blinde und dann die Erweiterte Oberschule für Sehgeschädigte, beide in Königs Wusterhausen. Die Erweiterte Oberschule für Sehgeschädigte war die einzige Schule in der DDR, die es Blinden ermöglichte, die schulische Ausbildung mit dem Abitur abzuschließen. Hier wurden ihre sportlichen Fähigkeiten gefördert.
Vollbrecht betrieb aktiven Wettkampfsport, anfangs auf kurzen Strecken im Laufen und Schwimmen und in der Leichtathletik. Nach der politischen Wende konnte Vollbrecht auch an internationalen Wettbewerben teilnehmen. Seit 1994 spielt sie in der deutschen Nationalmannschaft.
Sie beendete die Schule mit der Allgemeinen Hochschulreife. Ihr Studium der Sozialpädagogik nahm sie 1996 an der Universität Potsdam auf. Ermutigt durch die Begegnung mit ihrem künftigen Ehemann, den sie in einer Tandem-Gruppe kennenlernte, läuft Vollbrecht seit 1999 auch Langstrecke.

### Leistungssport
Sowohl zum Training als auch im Wettbewerb ist Vollbrecht immer auf Personen angewiesen, die sie unterstützen. Vom Leistungssport für Blinde kann sie auf Grund der geringen Popularität und der damit verbundenen geringen finanziellen Unterstützung aus Werbeverträgen und Sponsoring allein nicht leben; der Sport ist wenig professionalisiert.
Im Behindertensport gibt es eine Reihe von Klassifizierungen, durch die die Wettbewerbe strukturiert werden. Dabei wird zum einen nach Art der Behinderung unterschieden. Die Klasse B kategorisiert Sportler mit Sehschädigung. Eine weitere Differenzierung der Klasse erfolgt durch den Zusatz einer Zahl. Vollbrecht startet als Athletin der Klasse B1 (Vollblind). Bei Leichtathletikwettbewerben startet Vollbrecht in der Kategorie T11. Dabei differenziert der Buchstabe die Art des ausgeübten Wettbewerbs, wobei das T für track (engl. für Laufbahn) steht. Die Zahl differenziert nach Art der Behinderung. Die Zahlen 11 bis 13 klassifizieren Athleten mit Sehschädigung. Klasse 11 ist die Klasse der Vollblinden (B1).
Vollbrecht nahm 2000 erstmals an einem Marathon teil. Den Berlin-Marathon bewältigte sie nach kurzer Vorbereitung mit einer Zeit von vier Stunden und 40 Minuten. Beim Marathon benötigt sie einen Begleitläufer, mit dem sie über ein Seil miteinander in Kontakt steht. In der Kurve führt dieser sie auch am Arm. Gerade im Spitzensport, den Vollbrecht betreibt, sinkt die Anzahl möglicher Begleitpersonen, da diese in der Lage sein müssen, das hohe Tempo und die weiten Distanzen von Vollbrecht mitzugehen. Im Wettkampf ist es erlaubt den Begleitläufer bis zu viermal zu wechseln (nach 10, 20, 30 und 40 km).
2001 folgte die erste Teilnahme am Ironman in Roth. Beim Triathlon muss ebenfalls eine Begleitperson ständig mit Vollbrecht verbunden sein. Beim Schwimmen findet ein von ihrem Mann aufgegriffenes Verfahren Anwendung. Die Verbindung stellt ein leicht aufgeblasener Fahrradschlauch dar. Vollbrecht betreibt Brust- und kein Kraulschwimmen. Beim Radfahren wird ein Tandem verwendet. Die Schwierigkeiten beim Laufen wurden bereits beim Marathon beschrieben. Anfangs absolvierte sie die Triathlon-Distanz mit ihrem Mann als Begleitläufer.
Im gleichen Jahr lief sie dann den Berlin-Marathon erneut. Diesmal in deutscher Bestzeit der Klasse 11 von 3:56 h. Ihr Ziel, die Teilnahme an den Paralympics 2004, in ihrer damaligen Paradedisziplin über 5000 Meter, konnte Vollbrecht nicht realisieren, da der Wettkampf in diesem Jahr nicht paralympisch war. Jedoch konnte sich Vollbrecht mit der Goalball-Damennationalmannschaft für die Paralympischen Spiele in Athen qualifizieren. Mit dieser erreichte sie den sechsten Platz. Ebenfalls 2004 lief sie den Frankfurt-Marathon in Weltbestzeit (3:45 h). Der Weltrekord wurde offiziell nicht anerkannt, da Vollbrecht, aus Unwissen über ihren Weltrekord, die für die Anerkennung notwendige Dopingprobe nicht abgegeben hatte. 2005 stellte sie den Weltrekord offiziell mit 3:31 h beim Hamburg-Marathon auf. Bei den Deutschen Marathonmeisterschaften für Menschen mit Behinderung 2007 war Vollbrecht mit einer neuen Weltrekordzeit die Beste. Da in diesem Jahr das Starterfeld zu klein war für eine offizielle Damen-Wertung, ist sie dennoch nicht Deutsche Meisterin. Vollbrecht ist mehrfache deutsche Meisterin im Blindentriathlon.
Auch über 5000 Meter ist Vollbrecht in der Lage Weltbestzeit zu laufen. Bei den Deutschen Meisterschaften in der Leichtathletik 2007 lief sie mit 19:56 min Weltrekord. Da sie keine Konkurrenz bei den Damen hatte, startete sie als einzige Läuferin in einem Feld von Männern. Um offiziell als Weltrekord anerkannt zu werden, hätte Vollbrecht bei einem einzelnen Damenlauf antreten müssen. Ein angekündigter weiterer Versuch den Weltrekord offiziell einzustellen, scheiterte 2008.
Zudem übt Vollbrecht weitere Ausdauersportarten aus: dazu gehören Stundenlauf, Quadrathlon und 24-Stunden-Radrennen. Vollbrecht läuft für den Pro Sport Berlin 24 e.V. Als Sportlerin mit Behinderung ist sie im Deutschen Behindertensportverband (DBS) organisiert.
2010 stellte Vollbrecht mit 3:15:49 h beim Frankfurt-Marathon eine neue Weltbestzeit auf.

### Privat
Ihr Blindenführhund ist ein schwarzer Königspudel, er heißt Cooper. Auf Grund der eigenen Erfahrung, die Vollbrecht mit der Blindheit gemacht hat, hat sie die Einstellung entwickelt, andere Menschen zu unterstützen. In diesem Sinne versteht sie auch ihr Engagement als sportliche Botschafterin für die Christoffel-Blindenmission.

### Berufliche Tätigkeit
Vollbrecht arbeitet im SFZ Förderzentrum gGmbH Sehzentrum Berlin. Sie arbeitet mit Blinden und sehbehinderten Menschen. Zu ihren Aufgaben gehört die Vermittlung von Punktschrift und PC-Kenntnissen sowie der Unterricht der deutschen Sprache für Migranten. Dabei kommt ihr sehr zur Hilfe, dass sie sich besser in die Situation der Lernenden hineinversetzen kann, als ihre sehenden Kollegen. Es ist ihr dadurch möglich, ein für den Lernerfolg elementar wichtiges sehr gutes Vertrauensverhältnis zu entwickeln.

## Sportliche Erfolge
- 2004: Sechster Platz mit dem deutschen Damen-Goalball-Team bei den Paralympics in Athen
- 2004: Weltbestzeit beim Frankfurt-Marathon (3:45:29 h)
- 2005: Weltrekord beim Hamburg-Marathon
- 2005: Weltrekord beim Berlin-Marathon (3:22:08 h)
- 2007: Weltrekord beim Hamburg-Marathon (3:18:15 h)
- 2007: Deutsche Bestzeit über 3000 Meter (11:47 min) bei den Leichtathletik-Landesmeisterschaften
- 2007: Teilnahme am Marathonlauf in Nairobi (Kenia) (3:37 h)
- 2010: Weltbestzeit beim Frankfurt-Marathon (3:15:49 h)